# Альбертув (Великопольське воєводство)
Альбертув (пол. Albertów) — село в Польщі, у гміні Турек Турецького повіту Великопольського воєводства.
Населення — 132 особи (2011).
У 1975-1998 роках село належало до Конінського воєводства.

## Демографія
Демографічна структура станом на 31 березня 2011 року:
|          | Загалом | Допрацездатний вік | Працездатний вік | Постпрацездатний вік |
| -------- | ------- | ------------------ | ---------------- | -------------------- |
| Чоловіки | 70      | 19                 | 47               | 4                    |
| Жінки    | 62      | 13                 | 37               | 12                   |
| Разом    | 132     | 32                 | 84               | 16                   |